# Nicolaaskathedraal (Charkov)
De Kathedraal van de Heilige Nicolaas (Russisch: Собор Святого Николая, Oekraïens: Собор Святого Миколая) was een Russisch-orthodoxe kathedraal in de Oekraïense stad Charkov.
De kerk werd in Russisch-Byzantijnse stijl van 1887 tot 1896 gebouwd naar een ontwerp van de uit Charkov afkomstige architect Vladimir Nemkin. Het kerkgebouw werd gewijd aan de heilige Nicolaas.
Nadat de Zuid-Russische strijdkrachten de bolsjewieken in 1919 uit de stad Charkov verdreven, werd in aanwezigheid van commandant Anton Ivanovitsj Denikin ter gelegenheid hiervan in de Nicolaaskathedraal een plechtig moleben (dankdienst) gevierd.
In 1930 werd de kathedraal door de Sovjet-autoriteiten afgebroken onder het voorwendsel dat dit in verband met de aanleg van tramlijnen noodzakelijk zou zijn.

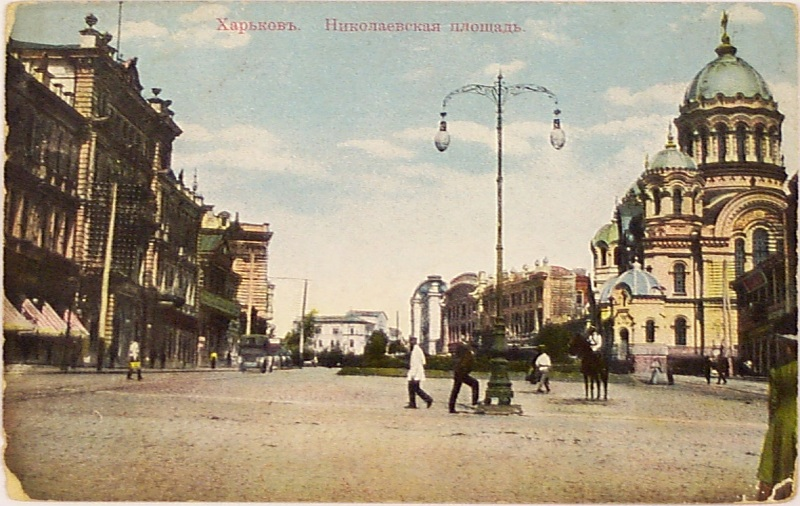
Oude afbeelding van 1910
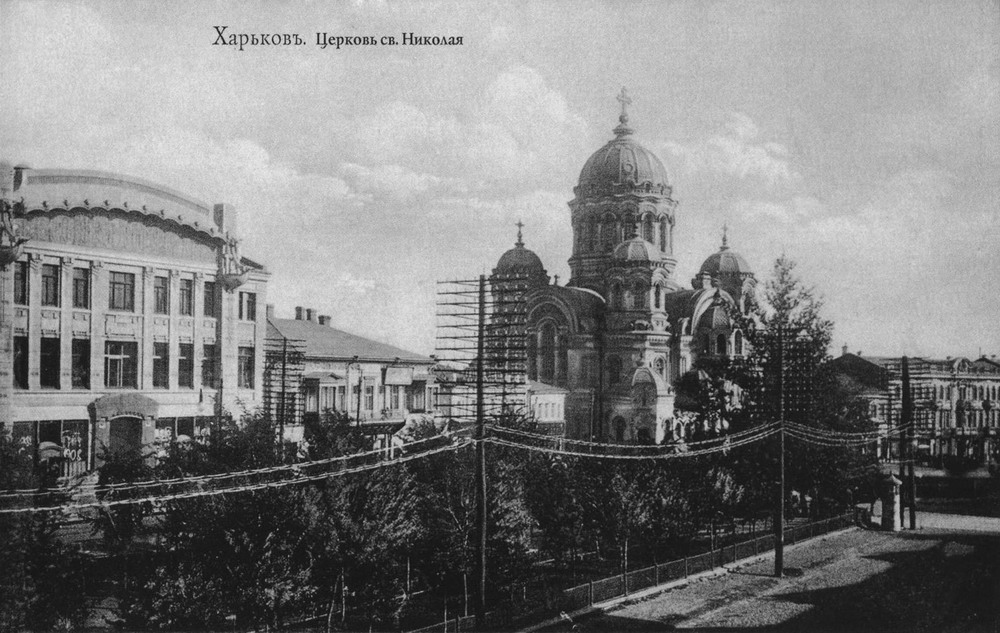
De kathedraal in 1911
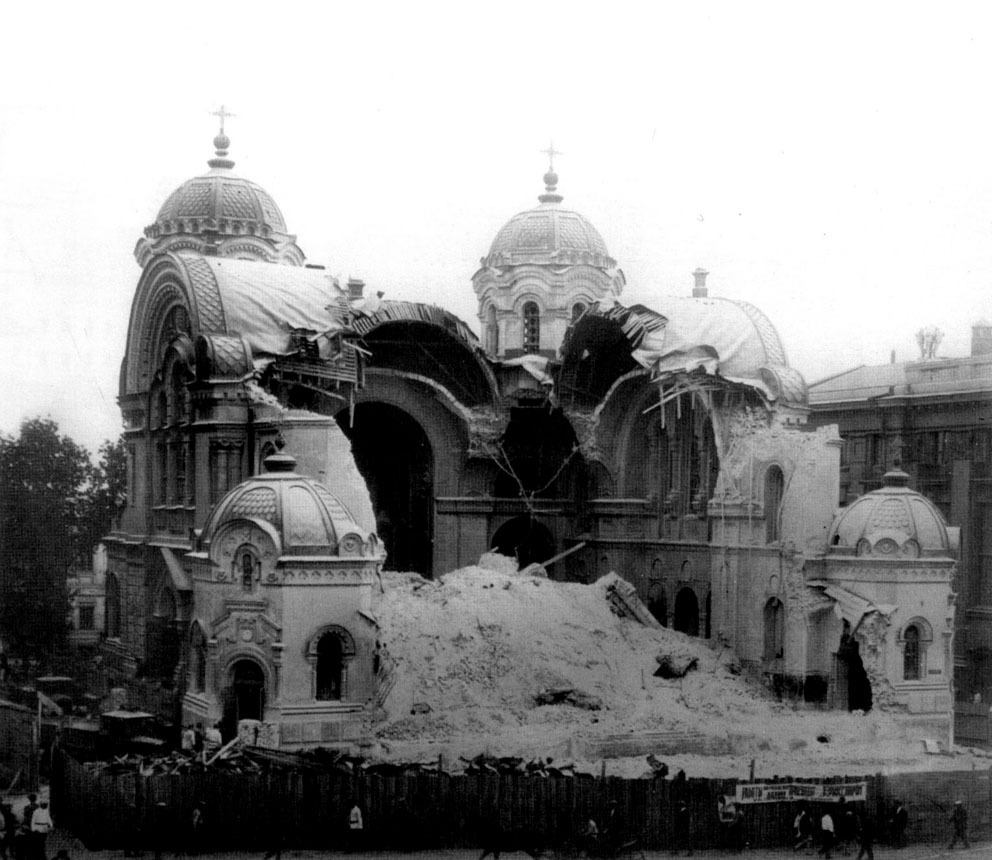
De kathedraal tijdens de afbraak (1930)